# Індишевський Лев Євгенович
Ле́в Євге́нович Індише́вський — український жандарм, перший очільник державної жандармерії ЗУНР.

## З життєпису
В часі Першої світової війни Індишевський був приділений до австрійської жандармерії.
Коли 6 листопада 1918 було сформовано Команду державної жандармерії ЗУНР з осідком у Львові, її очолив майор (отаман) Лев Індишевський. Командантом команди призначено Йосифа Кадайського. На жандармерію були покладені такі функції: забезпечення публічної безпеки, оформлення дозволів на носіння зброї, видача перепусток і супроводжуючих документів на вільний перехід.
На прохання Головного Отамана С. Петлюри погодився надіслати до Києва охочих жандармів числом 500 людей. Ця підмога прибула по Новому 1919 році числом 600 охочих, під орудою сотника УГА М. Федитника.
В лютому 1919 цей орган розділено на політичну та польову жандармерію; начальниками яких стали поручник Лев Індишевський та сотник др. Ярослав Олесницький. У лютому 1919 став заступником команданта Державної Жандармерії підполковника Олександра Красіцького.